# Абдуссалам ибн Машиш
Шейх Абдуссалам ибн Машиш аль-Аламий (араб. عبد السلام بن مشيش العلمي‎;
1160-е — 1227 год, Тетуан, Марокко) — исламский учёный маликитского мазхаба, духовный наставник, муршид.

## Биография
Практически ничего о его детстве не известно, кроме того, что он родился в окрестностях Джабаль Алам в племени Бану Арус берберских арабов.
В возрасте 16 лет Ибн Машиш отправился в Шам в поисках знаний и духовного наставника. По возвращении в Биджая последовал указаниям андалузского мистика Абу Мадьяна и удалился на гору, чтобы вести назидательную жизнь аскета. Он является духовным наставником муршидом Абу-ль-Хасан аш-Шазили.
Ибн Машиш был убит в 1227/1228 г. мятежником Ибн Аби Таваджином, выступавшим против Альмохадов.